# Clavilla (fusteria)

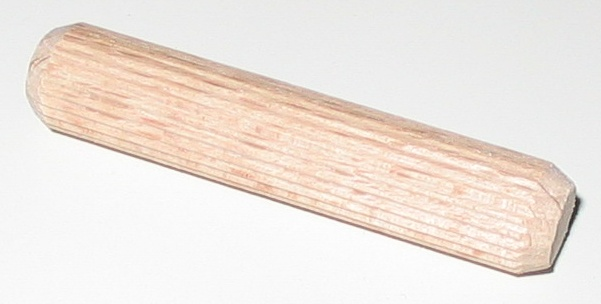
Clavilla de fusta

Principi de fixació

En fusteria una clavilla, és un petit cilindre de fusta per acoblar dues peces de fusta o per reforçar un encaix de trau i metxa.
Pot ser cònica o cilíndrica, llisa o estriada. En general són fetes de fusta però poden ser de plàstic o d'altres materials. Són àmpliament utilitzades a la indústria del moble per combinar elements de mobles. Existeixen en mides estandarditzades.

## Ús
Primer es foraden els dos elements que cal acoblar. A continuació, s'insereix la clavilla. Amb un forat molt ajustat, pot tenir prou. Segons les necessitats s'hi pot afegir cola o un clau d'agulla. Aquest mètode de fixació és especialment utilitzat en ebenisteria.